# 学生運動家
学生運動家（がくせいうんどうか）とは、学業よりも政治運動を本業にしている大学生を指す。

## 概要
高校時代から志望していた者、大学入学後に学費値上げ反対や環境問題など身近な問題から入った者、いわゆる偽装サークルに入会することにより、勧誘された者など、参加の契機は多様である。どこまで深入りするかも人それぞれで、学生自治会活動にとどめる者、学内集会にとどめる者、街頭闘争に踏み出す者、学業を放棄して政治運動に専念する者までさまざまである。また、自分が参加するだけか、あるいは他者をオルグするかも、人によって違う。なお、非学生運動家からは、オルグを行う者が学生運動家と見られる可能性が高い。
深入りの度合いが低ければ、大学を卒業すると同時に学生運動も卒業し、普通のサラリーマンになる場合が多い。反対に深入りの度合いが高ければ、加齢を無視して運動を継続する者や企業から学生運動歴を嫌われて就職できない者などが現れる。